# Philodromus tuvinensis
Philodromus tuvinensis is een spinnensoort in de taxonomische indeling van de renspinnen (Philodromidae).
Het dier behoort tot het geslacht Philodromus. De wetenschappelijke naam van de soort werd voor het eerst geldig gepubliceerd in 2008 door Szita & Dmitri Viktorovich Logunov.